# Géza Pongrácz
Géza Pongrácz (Nagybánhegyes, 1889 – Boedapest, 1971) was een Hongaars componist, muziekpedagoog en militaire kapelmeester.

## Levensloop
Pongrász was legermuzikant en werd in 1930 militaire kapelmeester van het Magyar királyi 13. honvéd gyalogezred zenekar (Muziekkapel van het Koninklijke Hongaarse 13e Infanterie Regiment) en bleef in deze functie aan tot 1940. Vervolgens ging hij als dirigent naar het Magyar királyi 1. honvéd gyalogezred zenekar (Muziekkapel van het Koninklijke Hongaarse eerste Infanterie Regiment). In deze functie werkte hij tot het einde van de Tweede Wereldoorlog in 1945. Na de nieuwe organisatie van het Hongaarse leger werd hij chef-dirigent van het Magyar Néphadsereg 1 honvédkerület Központi Zenekar (Centrale muziekkorps van het Hongaarse leger) te Boedapest. In deze functie bleef hij aan tot hij met pensioen ging in 1954. 
Met de verschillende door hem gedirigeerde militaire muziekkorpsen heeft hij veel optredens verzorgd en verschillende plaatopnames gemaakt. In 1956 publiceerde hij zijn boek A fúvószenekar hangszerei. 
Als componist schreef hij werken voor harmonieorkest.

## Composities

### Werken voor harmonieorkest
- Előre honvédek!, mars
- Kuruc csizmák nyomában - Kuruc Fantasie, voor Tárogató en harmonieorkest
- Magyar vitézek, mars
- Vitéz Asztalossy Aladár, mars

## Publicaties
- A fúvószenekar hangszerei, Boedapest, 1956